# Kuteanka, Ostroh
Kuteanka (în ucraineană Кутянка) este localitatea de reședință a comunei Kuteanka din raionul Ostroh, regiunea Rivne, Ucraina.

## Demografie
Componența lingvistică a localității Kuteanka
     Ucraineană (100%)
Conform recensământului din 2001, toată populația localității Kuteanka era vorbitoare de ucraineană (100%).